# Баксанёнок (река)
Баксанёнок (кабард.-черк. Бахъсэн цӏыкӏу — Малый Баксан) — протока реки Баксан в республике Кабардино-Балкария. Протекает по территории Баксанского и Прохладненского районов.
Длина реки — 60 км.

## География
Долина протоки Баксанёнок расположена на предгорной равнине. Рельеф территории, по которой протекает река — сглаженный. Значительных возвышений по бортам реки нет.
Протока вытекает из реки Баксан к юго-востоку от города Баксан, и протекая по территории Баксанского и Прохладненский районов, вновь впадает в Баксан, к югу от города Прохладный.
В среднем течении большая часть реки разбирается на орошение полей. Устье и низовье реки заняты сохранившимися смешанными приречными лесами.

## Данные водного реестра
По данным государственного водного реестра России относится к Западно-Каспийскому бассейновому округу, водохозяйственный участок реки — Баксан, без реки Черек. Речной бассейн реки — реки бассейна Каспийского моря междуречья Терека и Волги.
Код объекта в государственном водном реестре — 07020000712008200004737.